# Мейте, Моамед Кадер
Моаме́д Каде́р Мейте́ (фр. Mohamed Kader Meïté; родился 11 октября 2007, Кретей, Франция) — французский футболист, нападающий клуба «Ренн».

## Клубная карьера
Воспитанник команд «Париж 14», «Париж Алезия», «Вильжюиф», и «Монруж 92», в 2022 году Мейте присоединился к академии «Ренна». 5 ноября 2024 года подписал свой первый профессиональный контракт с клубом до 2028 года. 10 ноября 2024 года дебютировал за основную команду «Ренна», выйдя на замену в матче Лиги 1 против «Тулузы».

## Карьера в сборной
Выступал за сборные Франции до 16 и до 17 лет.